# Proix
Proix ist eine französische Gemeinde mit 144 Einwohnern (Stand: 1. Januar 2022) im Département Aisne in der Region Hauts-de-France. Sie gehört zum Arrondissement Vervins, zum Kanton Guise und zum Kommunalverband Thiérache Sambre et Oise.

## Lage
Die Gemeinde Proix liegt an der Oise und am parallel verlaufenden Sambre-Oise-Kanal im Nordwesten der Landschaft Thiérache, 22 Kilometer nordöstlich von Saint-Quentin. Umgeben ist Proix von den Nachbargemeinden Vadencourt im Norden, Guise im Osten, Macquigny im Süden sowie Noyales im Westen.

## Bevölkerungsentwicklung
| Jahr                       | 1962 | 1968 | 1975 | 1982 | 1990 | 1999 | 2006 | 2013 | 2022 |
| Einwohner                  | 194  | 176  | 154  | 152  | 140  | 135  | 143  | 151  | 144  |
| Quellen: Cassini und INSEE |      |      |      |      |      |      |      |      |      |

## Sehenswürdigkeiten

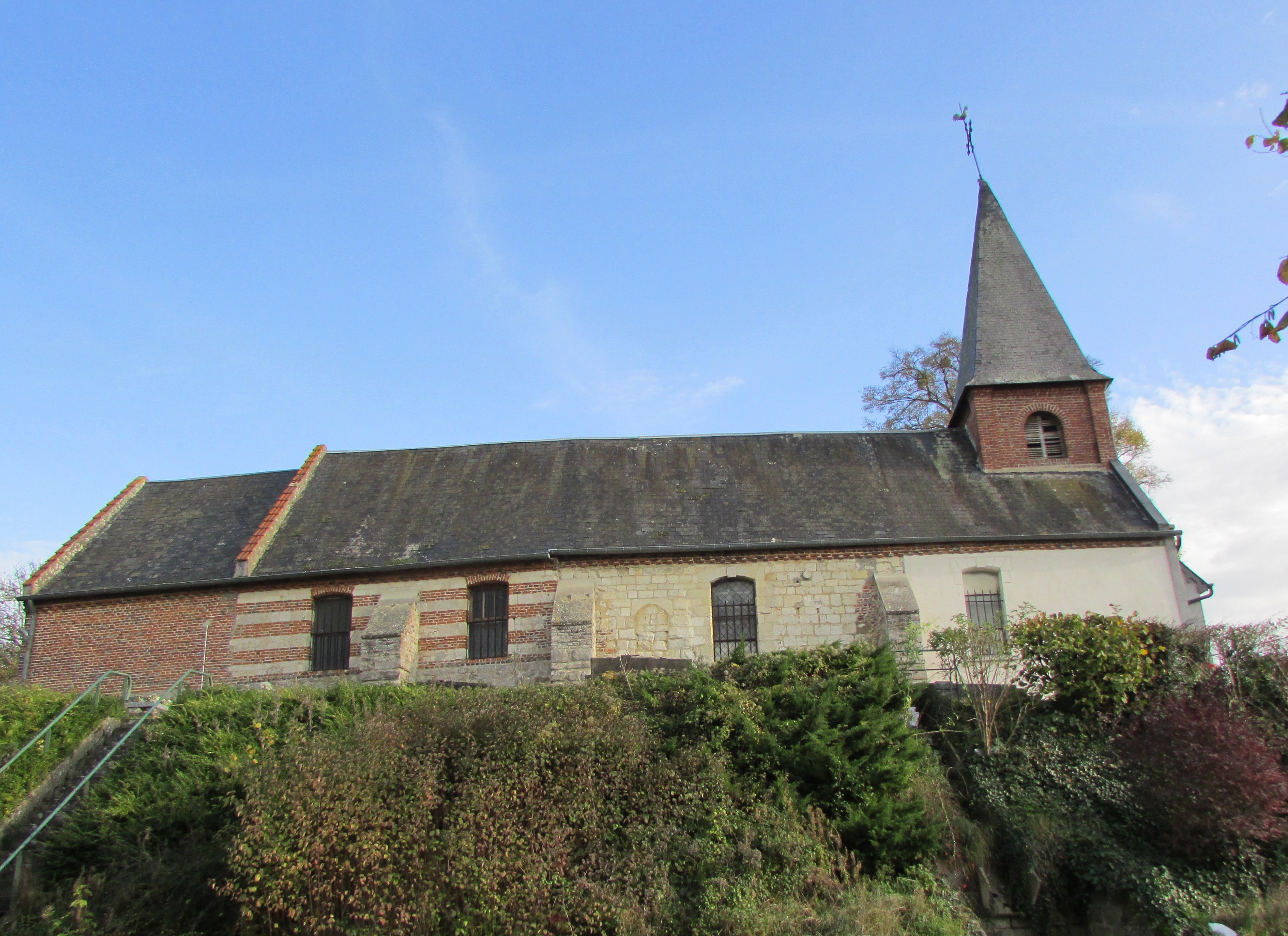
Kirche Saint-Leu
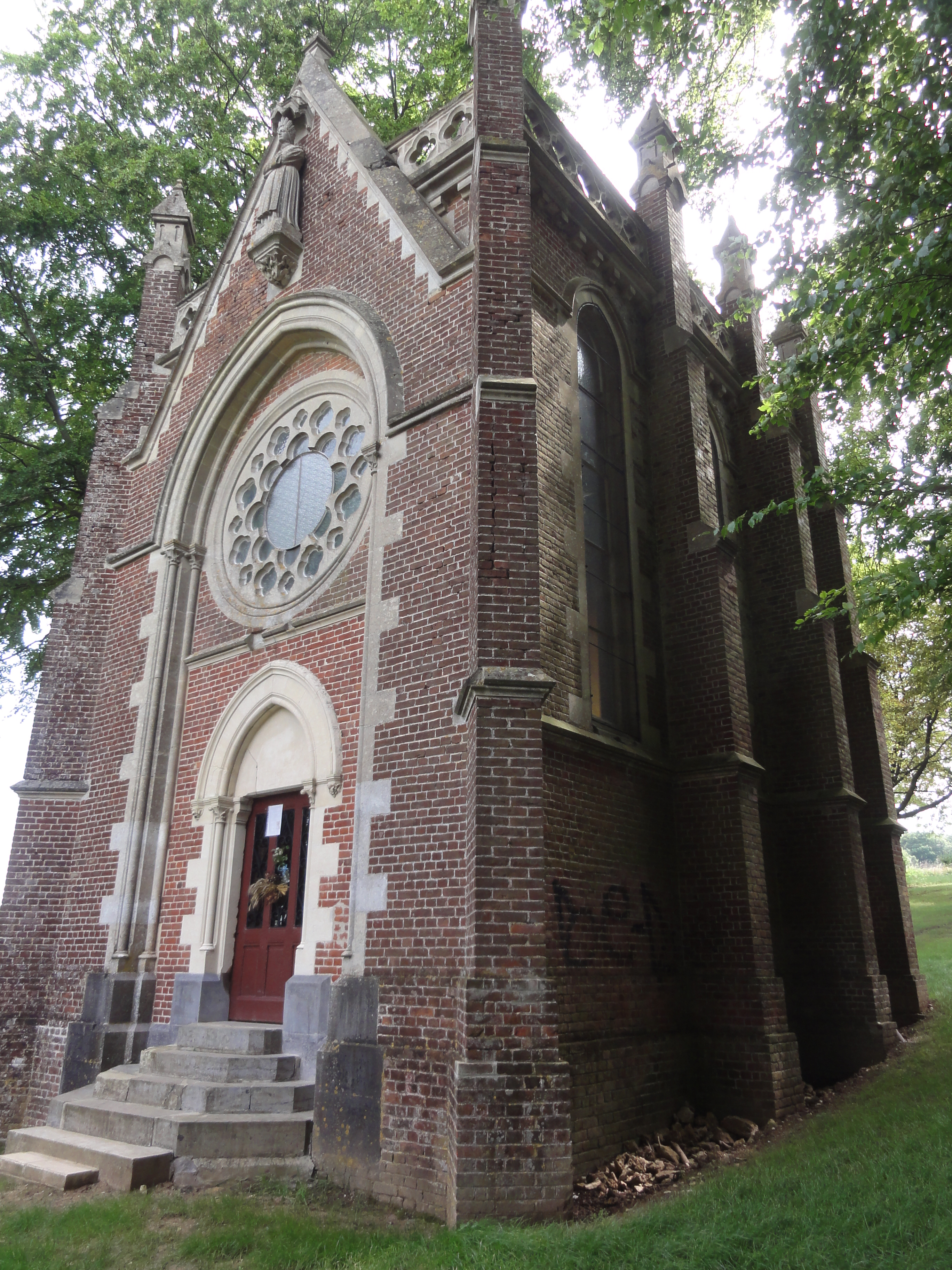
Kapelle Notre-Dame-de-la-Salette
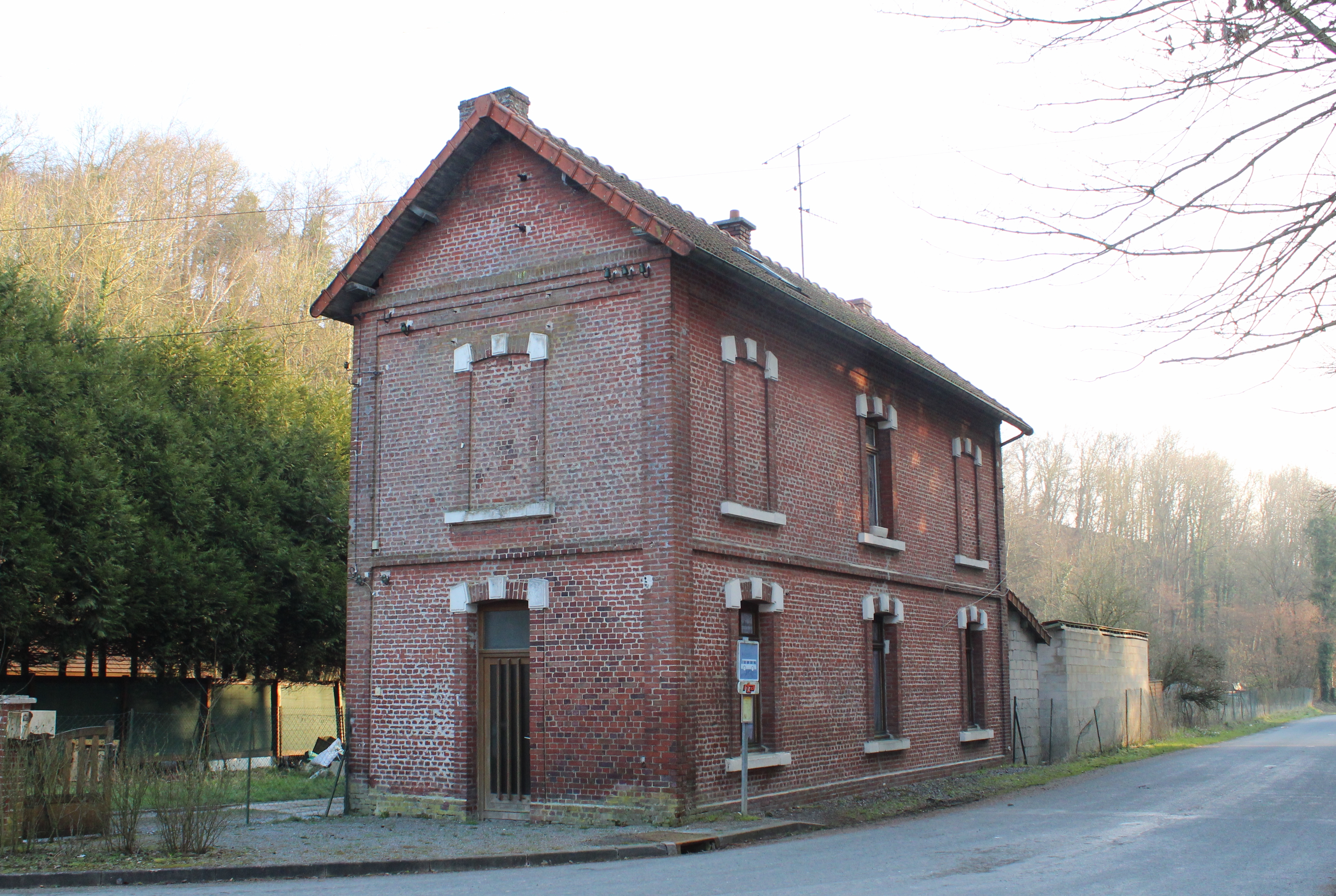
Ehemaliger Bahnhof
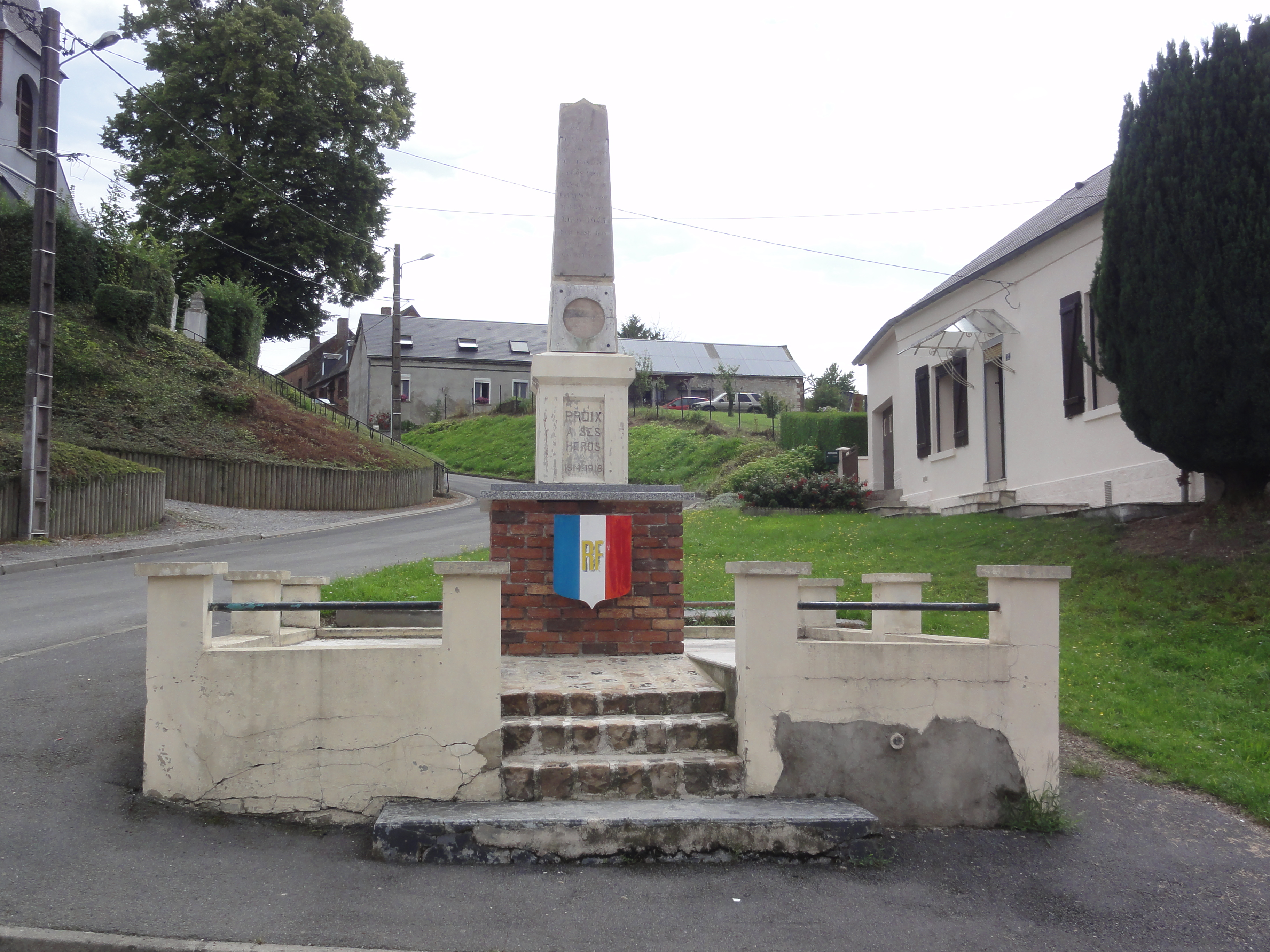
Gefallenendenkmal

- Kirche Saint-Leu
- Kapelle Notre-Dame-de-la-Salette
- Ehemaliger Bahnhof
- Gefallenendenkmal